# Letiště Peking
Letiště Peking, plný název Pekingské mezinárodní letiště (čínsky v českém přepisu Pej-ťing šou-tu kuo-ťi ťi-čchang, pchin-jinem Běijīng shǒudū guójì jīchǎng, znaky zjednodušené 北京 首都 国际 机场, tradiční 北京 首都 国际 机场, anglicky Beijing Capital International Airport, IATA: PEK, ICAO: ZBAA) je letiště v hlavním městě Číny. Nachází se 32 km severovýchodně od centra Pekingu, v okrese Čchao-jang. Letiště vlastní a řídí firma BCIA. Je nejrušnějším letištěm v Asii z hlediska osobní dopravy a všech pohybech v provozu (začátek roku 2012).[zdroj?]
Podle průzkumu společnosti FlightStats se jednalo v červnu 2013 z hlediska zpoždění o jedno z nejhorších světových letišť, včas přilétala a odlétala méně než pětina letadel, zhruba dvě pětiny jich měly zpoždění tři čtvrtě hodiny.